# Ruud Dokter
Ruud Dokter (Makkinga, 27 juni 1955) is een Nederlands voetbaltrainer die tijdens zijn carrière voornamelijk werkzaam was voor de KNVB. Vanaf 2013 is hij 'high performance director' bij de Ierse voetbalbond.

## Clubcarrière
Dokter was als voetballer actief in de hoofdklasse voor GRC Groningen. Daarnaast speelde hij voor SC Makkinga en VV Helpman.

## Trainerscarrière
Vanaf 1986 was Dokter parttime coach van Groninger jeugdteams, waarna hij in 1990 in fulltime dienst trad van de KNVB. Eerder deed hij dit ook al tussen 1979 en 1982. Dokter was van 1995 tot en met 2001 bondscoach van het Nederlands vrouwenvoetbalelftal. Ook kreeg hij de jeugdelftallen van onder 17, 16, 15 en 14 onder zijn hoede. Hij slaagde er in die periode, net als zijn voorgangers, niet in om zich met het A-elftal te kwalificeren voor een eindtoernooi.  Van 2001 tot 2003 coachte Dokter Qatar onder 21. Hierna ging hij weer voor de KNVB werken als stafdocent van de Academie en als bondscoach van onder 16. In de zomer van 2013 verruilde Dokter de KNVB voor de Ierse voetbalbond (FAI) waar hij momenteel werkzaam is als 'high performance director'.